# Getal van Rayleigh
Het getal van Rayleigh is een dimensieloos getal dat de verhouding tussen gravitatiekracht en viskeuze kracht weergeeft.
{\displaystyle Ra={\frac {g\beta }{\nu \alpha }}(T_{s}-T_{\infty })L^{3}}
of
{\displaystyle Ra={Gr\cdot Pr\!}}
g = gravitatie [m s−2]
Ts = temperatuur oppervlakte [K]
T∞ = temperatuur op grote afstand [K]
ν = kinematische viscositeit [m2 s−1]
α = thermische diffusiviteit [m2 s−1]
β = kubieke uitzettingscoëfficiënt [K−1]
Gr = getal van Grashof [-]
Pr = getal van Prandtl [-]
Het getal is genoemd naar Lord Rayleigh (1842-1919).
Archimedes ·
Atwood ·
Bagnold ·
Bejan ·
Biot ·
Bond ·
Brinkman ·
capillair getal ·
Cauchy ·
Damköhler ·
Darcy ·
Dean ·
Deborah ·
Eckert ·
Ekman ·
Eötvös ·
Euler ·
Froude ·
Galilei ·
Graetz ·
Grashof ·
Görtler ·
Hagen ·
Iribarren ·
Keulegan-Carpenter ·
Knudsen ·
Laplace ·
Lewis ·
Mach ·
Marangoni ·
Morton ·
Nusselt ·
Ohnesorge ·
Péclet ·
Prandtl ·
Rayleigh ·
Reynolds ·
Richardson ·
Roshko ·
Rossby ·
Rouse ·
Schmidt ·
Sherwood ·
Shields ·
Stanton ·
Stokes ·
Strouhal ·
Stuart ·
Suratman ·
Taylor ·
Ursell ·
Weber ·
Weissenberg ·
Womersley